# Saxifraga yezhiensis
Saxifraga yezhiensis är en stenbräckeväxtart som beskrevs av Cheng Yih Wu. Saxifraga yezhiensis ingår i Bräckesläktet som ingår i familjen stenbräckeväxter. Inga underarter finns listade i Catalogue of Life.